# Juan Grusovin
Hugo Juan Grusovin, conocido deportivamente como Juan Grusovin (Florida, ca. 1937) es un deportista argentino especializado en múltiples disciplinas, como el baloncesto en silla de ruedas, arquería en silla de ruedas, tenis de mesa adaptado y natación, entre otras, así como el ajedrez paralímpico. Representó a la Argentina en los Juegos internacionales en sillas de ruedas de Londres del año 1963 (Inglaterra) y de Tokio (Japón) 1964]] también en sillas de ruedas donde ganó una medalla de plata en básquetbol en silla de ruedas.
Grusovin ha impulsado el deporte paralímpico en su comunidad. Por sus logros deportivos fue reconocido en Argentina como Maestro del Deporte por el gobierno nacional.

## Medalla de plata en los Juegos Paralímpicos de Tokio 1964
Hugo Juan Grusovin integró el equipo argentino que ganó la medalla de plata en Tokio 1964 junto a Eduardo Albelo, Héctor Brandoni, Fernando Bustelli, Jorge Diz, Wilmer González, Roberto Iglesias, Federico Marín, Rodolfo Novoa, Juan Sznitowski y Dante Tosi.
| Baloncesto B incompleto masculino | Baloncesto B incompleto masculino | Baloncesto B incompleto masculino | Baloncesto B incompleto masculino | Baloncesto B incompleto masculino |
|                                   | País                              |                                   |                                   |                                   |
| --------------------------------- | --------------------------------- | --------------------------------- | --------------------------------- | --------------------------------- |
| 1                                 | Estados Unidos                    |                                   |                                   |                                   |
| 2                                 | Argentina                         |                                   |                                   |                                   |
| 3                                 | Israel                            |                                   |                                   |                                   |
| Fuente: IPC.                      |                                   |                                   |                                   |                                   |